# Galleria di Eiksund
La galleria di Eiksund (in norvegese Eiksundtunnellen) è una galleria sottomarina tra i comuni di Ørsta e Ulstein nella contea di Møre og Romsdal in Norvegia.
Il ponte di Eiksund collega l'isola di Hareidlandet e il villaggio di Eiksund con la vicina isola di Eika.
Il tunnel di Eiksund inizia al termine a sud del ponte di Eiksund e si collega alla terraferma.
Il complesso ponte-galleria serve i comuni di Herøy, Sande, Ulstein, Hareid, Ørsta e Volda che assieme hanno 40.000 abitanti.
Il tunnel di Eiksund è dotato di 3 corsie ed il traffico medio giornaliero che lo attraversa è di circa 1000 veicoli, di cui la metà è costituita da autocarri.
Il costo totale per la sua costruzione è stata di 500.000.000 corone norvegesi.
La sua lunghezza è di 7765 metri e raggiunge una profondità di 287 metri sotto il livello del mare e questo ne fa la galleria sottomarina più profonda al mondo.
È stato aperto al pubblico il 23 febbraio 2008.
Il 28 giugno del 2009 in seguito ad un incidente all'interno del tunnel sono decedute 5 persone.